# Valderías
Valderías es una localidad y una Entidad Local Menor situadas en la provincia de Burgos, comunidad autónoma de Castilla y León (España), comarca de Las Merindades, partido judicial de Villarcayo, ayuntamiento de Alfoz de Bricia.

## Geografía
Situado en el norte de la provincia lindando con el Alfoz de Santa Gadea y los valles de Valderredible, Valdebezana, Zamanzas, Manzanedo, y de Sedano, 7,5 km al sur de la capital del municipio Barrio, 34 de Sedano,  su antigua cabeza de partido, y 81 de Burgos.

### Comunicaciones
A 6 kilómetros, circulando por las carreteras locales BU-V-6117 y BU-V-6116, de la  N-623  donde circulan las líneas de autobuses Burgos–Santander y Burgos–Arija.

## Demografía
En el censo de 1950 contaba con 79 habitantes, reducidos a 3 en el padrón municipal de 2015.

## Historia
Lugar en el Alfoz de Bricia perteneciente al Bastón de Laredo, jurisdicción de señorío ejercida por el Marqués de Aguilar, quien nombraba su regidor pedáneo.
A la caída del Antiguo Régimen queda agregado al ayuntamiento constitucional de Alfoz de Bricia, en el partido de Sedano, perteneciente a la región de Castilla la Vieja.

## Parroquia
Iglesia católica de San Martín Obispo, dependiente de la parroquia de Cilleruelo de Bezana en el Arcipestrazgo de Merindades de Castilla la Vieja, diócesis de Burgos.